# Harrli harrlå
Harrli Harrlå är ett album av dansbandet Flamingokvintetten, utgivet 1967.

## Låtlista

### Sida A
1. Helvassa Inga
2. Sexton år
3. Åh vilken kyss
4. Höstdrömmar
5. En sån som du
6. Marianne

### Sida B
1. Du är den flickan
2. Va ball
3. Lilla Ann
4. Hej ,du var en rackare du
5. Nu måste vi skiljas
6. Hallå Mary Lou